# 赫爾曼·贊斯特拉
赫爾曼·贊斯特拉（荷蘭語：Herman Zanstra，1894年11月3日—1972年10月2日），荷蘭天文學家。

## 生平
贊斯特拉生於荷蘭弗里斯蘭省海倫芬附近。1917年畢業於代尔夫特理工大学並獲得化學工程的學士學位。畢業後曾在代尔夫特工作四年，之後兩年擔任當地中學教師。任教期间，他寫了一篇高度數學性與理論性的相對運動論文，並交給美國物理學家威廉·弗朗西斯·格雷·斯旺。之後史旺將贊斯特拉收為博士生研讀理論物理學，他修讀兩年博士課程後於1923年以論文《A Study of Relative Motion in Connection with Classical Mechanics》 獲得明尼蘇達大學博士學位。獲得學位以後他跟隨史旺在芝加哥工作一年，之後的一年中他在德國和荷蘭的多個實驗室任職，並有其中兩個月是在位於丹麥哥本哈根的尼尔斯·玻尔的實驗室，再到加州理工學院擔任博士後。贊斯特拉在加州理工學院發表了著名論文《An Application of the Quantum Theory to the Luminosity of Diffuse Nebulae》，該論文首次提出以定量方式對星雲和彗星的光度進行研究的方式（贊斯特拉法）。
贊斯特拉短時間任教於位於西雅圖的華盛頓大學之後前往英國，最終回到荷蘭在阿姆斯特丹大學任教。第二次世界大戰期間他在南非德班任教，直到戰後才回到荷蘭。

## 榮譽
- 1964年英國皇家天文學會金質獎章。
- 月球上的贊斯特拉環形山[1] 。
- 小行星2945[2]

## 外部連結
- Herman Zanstra
- Bio and discussion of the Zanstra method